# Bolek và Lolek
Bolek và Lolek (tiếng Ba Lan: Bolek i Lolek) là loạt phim hoạt hình thuộc thể loại phiêu lưu - hài hước dành cho trẻ em của Điện ảnh Ba Lan.

## Nội dung
Xuyên suốt các tập phim là những chuyến phiêu lưu khôi hài của hai cậu bé Bolek (cao, gầy) và Lolek (béo, lùn).
Các câu chuyện thường bắt đầu khi hai nhân vật chính chơi một trò chơi lấy cảm hứng từ nội dung một cuốn sách hay một bộ phim yêu thích.
Danh sách các tập phim đã phát hành:
1. Kusza, đd. Władysław Nehrebecki
2. Yeti, đd. Leszek Lorek
3. Dzielni kowboje, đd. Stanisław Dulz
4. Skrzyżowane szpady, đd. Wacław Wajser
5. Pogromca zwierząt, đd. Edward Wątor
6. Corrida, đd. Lechosław Marszałek
7. Indiańskie trofeum, đd. Alfred Ledwig
8. Kosmonauci, đd. Leszek Lorek
9. Król puszczy, đd. Alfred Ledwig
10. Robinson, đd. Stanisław Dulz
11. Poławiacze skarbów, đd. Lechosław Marszałek
12. Sportowcy, đd. Wacław Wajser
13. Dwaj rycerze, đd. Władysław Nehrebecki

## Nhân vật
- Bolek (lồng tiếng bởi Ewa Złotowska và Ilona Kuśmierska) - anh trai của Lolek.
- Lolek (lồng tiếng bởi Danuta Mancewicz và Danuta Przesmycka) - em trai của Bolek.
- Tola - Một cô gái đáng yêu và dễ thương đã sống sâu trong rừng. Tola rất nữ tính khi cô ấy giống như một nàng công chúa báu vật huyền diệu, nhưng cô ấy thực sự là một tomboy bình thường, và cô ấy có vẻ trẻ trung hơn là một nàng công chúa ma thuật. Tola có mái tóc màu cam với dây tóc. Cô ấy mặc một chiếc áo sơ mi trắng, một chiếc váy màu xanh ống tay, vớ trắng và đôi giày màu đen. Trong lần xuất hiện đầu tiên trong tập "Tola", Tola đã rời khỏi rừng, chuyển đến nhà của Bolek và Lolek và gặp họ lần đầu tiên. Theo tập phim "Zgubiony Ślad", Tola sống trong ngôi nhà gỗ trong rừng.

## Ê-kíp
- Âm nhạc: Tadeusz Kanski, Waldemar Kazanecki, Tadeusz Kocyba, Bogumil Pasternak
- Dựng phim: Dorota Poraniewska, Mieczyslaw Poznanski, Zdzislaw Poznanski
- Biên tập: Alojzy Mol
- Chỉ đạo nghệ thuật: Józef Cwiertnia, Janina Czeczot, Tadeusz Depa, Zdzislaw Kudla, Alfred Ledwig, Lechoslaw Marszalek, Wladyslaw Nehrebecki, Franciszek Pyter, Grazyna Ryn-Nowosinska, Waclaw Wajser, Bronislaw Zeman
- Giám đốc sản xuất: Aleksandra Kordek, Nina Kowalik, Janusz Zuberek
- Âm thanh: Otokar Balcy, Mieczyslaw Janik, Alojzy Mol
- Họa sĩ: Zuzanna Benkowska, Józef Byrdy, Marian Cholerek, Wieslaw Chrapkiewicz, Józef Cwiertnia, Stefania Dabrowiecka, Antoni Duda, Kazimierz Faber, Tadeusz Gwizdak, Jan Hoder, Romuald Klys, Edmund Knopek, Eugeniusz Kotowski, Krystyna Lason, Ryszard Lepióra, Zofia Malicka, Irena Mlynska, Olech Plonka, Stefan Simka, Rufin Struzik, Stanislaw Swider, Barbara Terlikiewicz, Marian Wantola, Tadeusz Wyroba, Bronislaw Zeman

## Vinh danh
- Giải nhất Liên hoan Phim thanh - thiếu niên Quốc tế Gottwaldov (tập phim "Kusza") - 1965
- Giải thưởng của Hội đồng giám khảo Liên hoan Phim thanh - thiếu niên Quốc tế Gijón (tập phim "Kusza") - 1965

## Chi tiết thú vị
Vào những năm cuối thập niên 80 thế kỷ XX, loạt phim này đã từng được trình chiếu trong chương trình "Những bông hoa nhỏ" với nhan đề "Những cuộc phiêu lưu vĩ đại của Bolek và Lolek".